# جوليان دوفال
جوليان دوفال (بالفرنسية: Julien Duval)‏ (و. 1990  م) هو راكب دراجة هوائية فرنسي، ولد في إفرو، مركز لعبه هو Rouleur ‏، وثاقب ‏.

## سباقات أو مراحل فاز بها
| التاريخ       | السباق                                   | المركز                   |
| ------------- | ---------------------------------------- | ------------------------ |
| 01 يناير 2013 | باريس تروا 2013                          |                          |
| 05 مايو 2013  | أربعة أيام من دونكيرك 2013               | الأول في تصنيف الجبال    |
| 19 مايو 2013  | باريس-أراس تور 2013                      |                          |
| 01 يناير 2014 | كأس فرنسا لركوب الدراجات على الطريق 2014 | العاشر في تصنيف أفضل شاب |
| 22 مارس 2014  | لوار أتلانتيك الكلاسيكي 2014             | الخامس في التصنيف العام  |
| 27 أبريل 2014 | لا رو تورانجيل 2014                      | الثامن في التصنيف العام  |
| 25 مايو 2014  | باريس-أراس تور 2014                      | الثالث في التصنيف العام  |
| 01 يناير 2016 | كأس فرنسا لركوب الدراجات على الطريق 2016 | السابع في تصنيف النقاط   |
| 24 أبريل 2016 | لا رو تورانجيل 2016                      | الثالث في التصنيف العام  |
| 29 مايو 2016  | 2016 Boucles de l'Aulne                  | الخامس في التصنيف العام  |
| 31 يوليو 2016 | بولينورماند 2016                         | الثالث في التصنيف العام  |

## روابط خارجية
- جوليان دوفال على موقع الاتحاد الدولي للدراجات (الإنجليزية)
- جوليان دوفال على موقع أرشيف الدراجات (الإنجليزية)
- جوليان دوفال على موقع إحصائيات الدراجات الإحترافية (الإنجليزية)
- جوليان دوفال على موقع نسبة الدراجات (الإنجليزية)
- جوليان دوفال على موقع CycleBase (الإنجليزية)